# Neotheronia kohli
Neotheronia kohli är en stekelart som beskrevs av Krieger 1905. Neotheronia kohli ingår i släktet Neotheronia och familjen brokparasitsteklar. Inga underarter finns listade i Catalogue of Life.